# Hermann Kunz
Hermann Kunz – as lotnictwa niemieckiego Luftstreitkräfte z 6 potwierdzonymi zwycięstwami w I wojnie światowej.
Służył w eskadrze myśliwskiej Jagdstaffel 7 w 1916 roku. Uzyskał pierwsze zwycięstwo powietrzne 23 października 1916. W tym samym roku przeżył powietrzne zderzenie z Josefem Jacobsem. W grudniu 1917 roku został przeniesiony do FA301 do Palestyny, gdzie odniósł kolejne 3 zwycięstwa. Następnie służył w Jagdstaffel 55.
Latał na samolotach Albatros i Pfalz D.III.